# Hanna Sjukalo
Hanna  Oleksandrivna Sjukalo (in ucraino Ганна Олександрівна Сюкало?; 12 settembre 1976) è un'ex pallamanista ucraina.

## Palmarès

### Olimpiadi
- 1 medaglia:
  - 1 bronzo (Atene 2004)